# Francesca Sposi
Francesca Sposi, née le 18 juin 1967 à Rome, est une danseuse italienne.

## Biographie
Francesca Sposi étudie à l'école de danse de l'Opéra de Rome, chez Marika Besobrasova à Monte-Carlo, avec des professeurs russes (Inna Zoubkovskaïa, Viktor Litvinov) et anglais (Pamela May, Lynn Seymour).
En 1985 elle apparaît à la télévision italienne dans le show Fantastico présenté par Pippo Baudo et est ensuite engagée dans le corps de ballet de l'Opéra de Rome, où on lui confie aussi des rôles de soliste. 
En 1987 Roland Petit l'invite en France pour remplacer la danseuse étoile Dominique Khalfouni dans le rôle principal de son ballet inspiré du Fantôme de l'Opéra de Gaston Leroux et lui offre un contrat dans le Ballet national de Marseille.

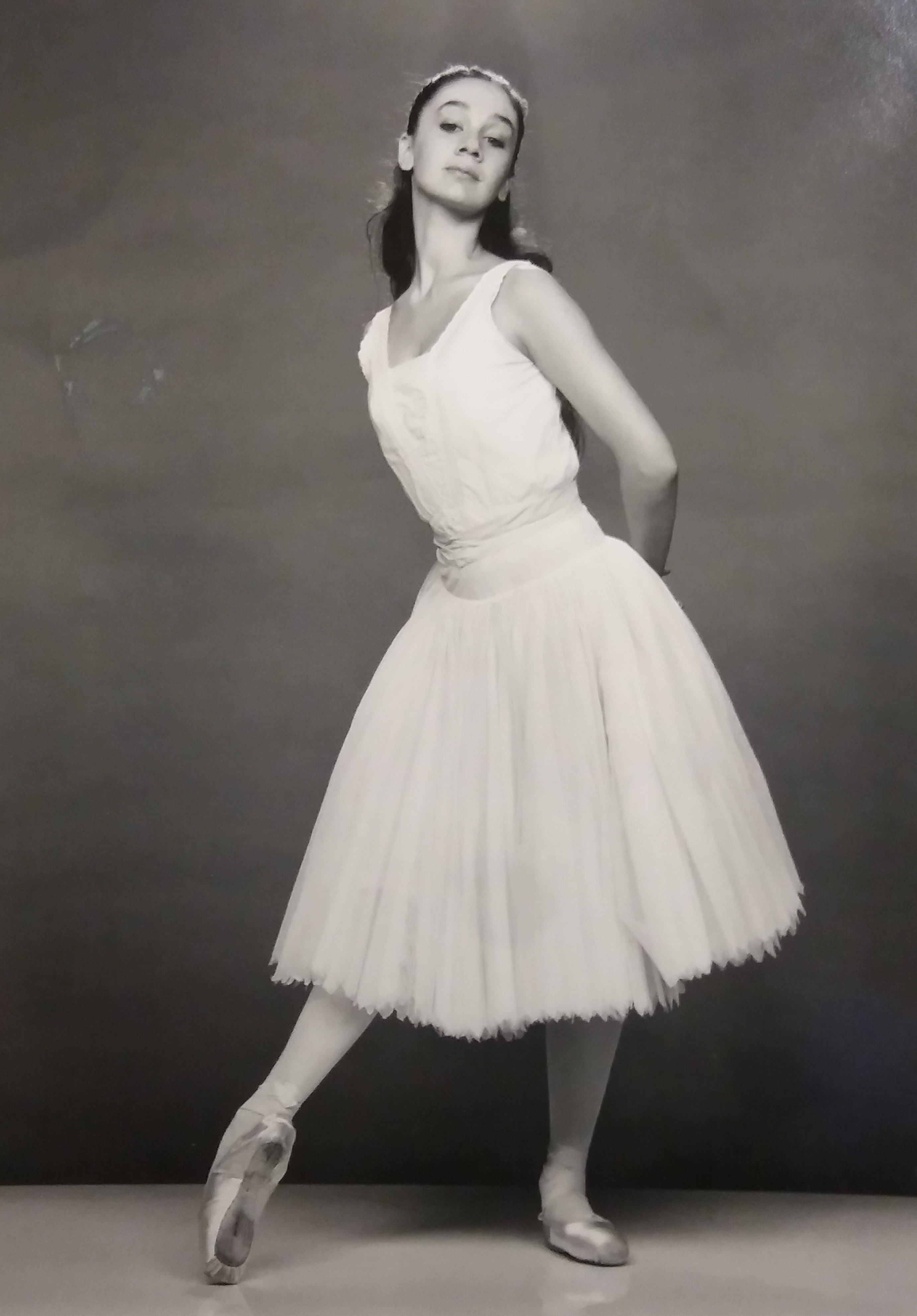
Sposi dans Le Fantôme de l'Opéra en 1987.

L'année suivante, avec cette compagnie, elle danse le rôle de Andrée dans Proust ou les intermittences du cœur de Roland Petit sur la scène de l'Opéra national de Paris.

Nommée danseuse soliste du Ballet national de Marseille en 1990, elle y danse notamment les rôles principaux de Casse-noisette, Le Chat botté, Cyrano de Bergerac, Coppélia, Le Guépard, Pink Floyd, Et la lune descend sur le temple qui fut.
Elle crée le rôle de la princesse Aurore dans la version de La Belle au bois dormant de Roland Petit à l'Opéra de Marseille.
Dans Zizi Jeanmaire chante Gainsbourg à Lyon, elle est appéciée come un mélange d'Audrey Hepburn et d'Ingrid Bergman à leurs débuts(Le Monde).

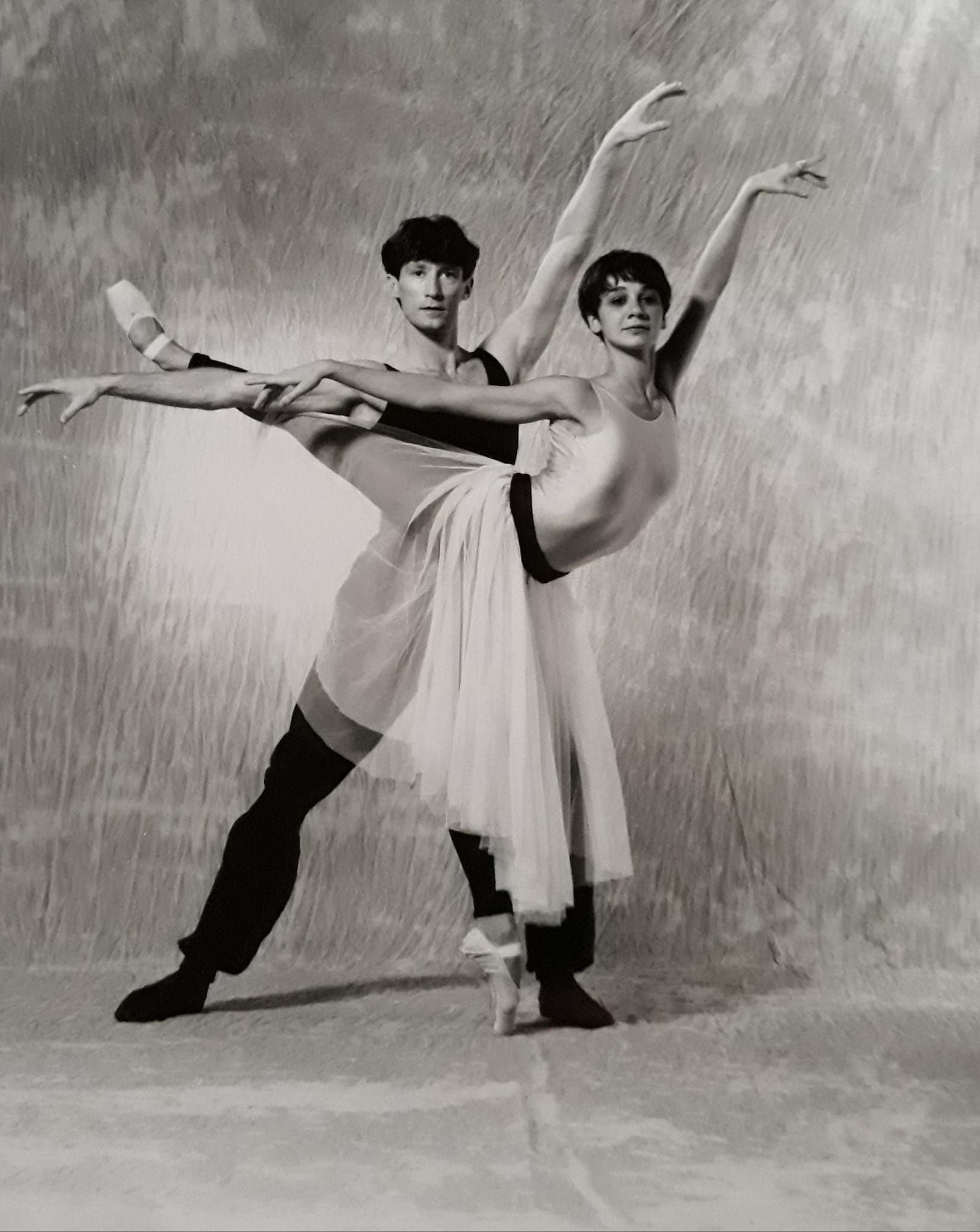
Avec Jan Broeckx pendant les répétitions de Le Guépard en 1994.

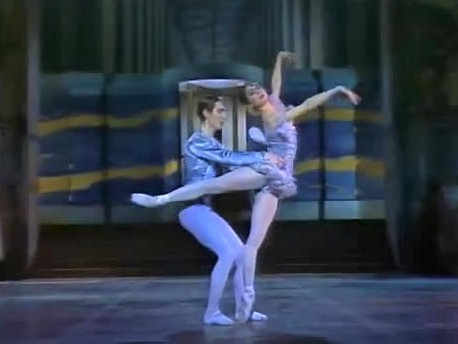
Avec Joan Boix dans la version télévisée de La Belle au bois dormant en 1991.

Pour elle, Roland Petit chorégraphie le pas de deux L'Oiseau bleu dans La Belle au bois dormant filmée pour la télévision et, avec Luigi Bonino, À l'italienne (en hommage à Mozart) et L'Italie dans le spectacle Mère Méditerranée sur des chansons de Pino Daniele.

## Vidéo
- Domenica In avec Raffella Carrà, Carla Fracci et Gheorghe Iancu (éxtrait, télévision italienne, 1986)
- Répétitions avec Roland Petit (Italie, 1990)
- Aurore dans La Belle au Bois Dormant, version Petit, avec Cyril Pierre (éxtrait, télévision italienne, 1990)
- Oiseau Bleu dans La Belle au Bois Dormant, version Petit, avec Joan Boix-Pons (Antenne 2/Telmondis, 1991)
- Les six danses de Chabrier, ballet de Roland Petit (éxtraits à l'Opéra de Marseille 1995)
- Marie dans Casse-Noisette, version Petit (éxtrait 1 acte, Ballet de Marseille 1997)
- Marie dans Casse-Noisette, version Petit (éxtrait 2 acte, Ballet de Marseille 1997)
- Angélique dans Le Guépard, création de Roland Petit (éxtraits de la tournée au San Carlo de Naples 1997)